# Chlaenius brevilabris
Chlaenius brevilabris är en skalbaggsart som beskrevs av Leconte. Chlaenius brevilabris ingår i släktet Chlaenius och familjen jordlöpare. Inga underarter finns listade i Catalogue of Life.